# Francisca Josefa del Castillo
Francisca Josefa de la Concepción de Castillo y Guevara (1671-1742) foi uma freira espanhola e mística neogranadina, cuja vida se desenrolou na região do Novo Reino de Granada, posteriormente conhecido como Colômbia. Ela é conhecida também como Dona Francisca Josefa de Castillo y Guevara ou Madre Castillo. Seus escritos de caráter devocional e autobiográfico foram publicados mais tarde, abrangendo temas como a experiência mítica e o feminino em sua autobiografia.

## Vida e obra
Francisca Josefa de la Concepción ou Madre Castillo, nascida em 6 de outubro de 1671, na cidade de Tunja, no território da Nueva Granada, era filha legítima de uma família nobre e abastada, e rigorosamente temente a Deus. Seus pais Don Francisco Ventura de CastiIlo y Toledo, natural da vila de Illescas, na comarca do arcebispado de Toledo, em Castela-a-Nova, e Dona María Guevara Niño y Rojas, natural de Tunja, com raízes bascas. O pai de Francisca Josefa, Dom Francisco, assumiu a posição de vice-prefeito da cidade de Tunja e alcaide das minas, cargo nomeado pelo rei, em 5 de junho de 1661.
Desde o início de sua vida, Francisca Josefa enfrentou a fragilidade de sua saúde, passando por uma doença grave que a colocou à beira da morte quando tinha apenas 15 ou 20 dias de vida. Ela foi curada por um tio sacerdote, que se tornaria o único membro de sua família a apoiar sua futura entrada no convento.
Em sua autobiografia, Francisca Josefa descreve que desde a infância, ela manifestou o dom das lágrimas: "Diziam que mesmo quando mal conseguia andar, me escondia para chorar lágrimas, como uma pessoa de razão poderia, ou como se conhecesse os males em que cairia, ofendendo Nosso Senhor e perdendo sua amizade e graça. Sempre tive uma grande e natural inclinação para o retiro e a solidão; tanto que, desde que me lembro, sempre fugi da conversa e da companhia, até dos meus pais e irmãos; e Nosso Senhor misericordiosamente me deu essa inclinação, porque as vezes que me faltaram, sempre sofri sérios danos".
Assim, era evidente a profunda melancolia que marcaria a vida de Francisca Josefa, bem como a influência significativa dos padres que a orientaram ao longo de sua jornada. Ela iniciou sua educação em leitura e escrita com sua mãe e, posteriormente, prosseguiu de forma autodidata. Dona Maria costumava ler para seus filhos os livros de Santa Teresa de Jesus, que tiveram um forte impacto na imaginação de Francisca. Quando sua mãe ficou doente, Francisca começou a ler comédias e romances, os quais ela mais tarde denominaria como "a peste das almas". Além disso, ela também aprendeu a tocar órgão.
Aos 18 anos, superando a resistência de sua família, Francisca Josefa ingressou no Convento de Santa Clara la Real, em Tunja o primeiro convento de freiras da Nova Granada. Sua jornada conventual iniciou-se como leiga, e após dois anos nessa condição, tornou-se noviça. No dia 24 de setembro de 1694, quando tinha 23 anos, ela fez sua profissão de freira. Nesse período, Francisca Josefa adquiriu sua própria cela no convento, que incluía uma tribuna com vista para a capela de um lado e, do outro, uma vista para um pomar repleto de árvores frutíferas. Atualmente, essa cela se tornou um destino turístico para os visitantes do convento.
Os primeiros anos no convento foram desafiadores devido à inveja que sua notável inteligência provocava. Apesar das limitadas oportunidades educacionais, ela aprendeu latim e teve acesso à leitura da Bíblia. Em 1691, começou seu noviciado e, três anos depois, professou seus votos de freira, adotando o nome de Francisca Josefa de la Concepción. Durante sua formação, Francisca Josefa teve acesso à biblioteca do convento, embora os historiadores não tenham registros precisos de seu catálogo. No entanto, sugere-se que ela leu obras de figuras como São João da Cruz, Santa Teresa de Jesus e São Tomás de Aquino. Se isso for verdade, estaria de acordo com a perspectiva de historiadores como Jaramillo Uribe, que destacam as profundas raízes intelectuais na moral, educação e cultura colombiana, influenciadas por séculos de ensino baseado em ideias aristotélicas e tomistas nos claustros.
Ela desempenhou diversas funções na comunidade religiosa, como sacristã, parteira, enfermeira, cuidadora de noviças, ouvinte, secretária e gradeadora, e foi eleita abadessa em quatro ocasiões (1715, 1718, 1729 e 1738). No ano em que fez seus votos como freira, Juana Inés de la Cruz recebeu a incumbência do Padre Francisco de Herrera, seu confessor entre 1690 e 1695, para registrar os sentimentos divinos que a inspiravam.
Assim, ela iniciou a redação de sua autobiografia intitulada "Vida", aparentemente em 1713, sob a orientação do Padre Diego de Tapia, com a publicação ocorrendo posteriormente em 1817. Neste relato, Juana Inés de la Cruz compartilhou suas experiências de lutas tanto físicas como espirituais, incluindo seus conflitos com outras freiras e suas visões de Jesus Cristo, da Virgem Maria e outros aspectos de sua fé.
Além disso, destacou-se a criação dos "Afetos Espirituais", uma das obras mais notáveis de sua produção literária, publicada em 1843. "Afetos Espirituais" é composto por 195 meditações sobre temas religiosos que expressam seu profundo desejo de união com Deus. Devido ao seu estilo claro, vigoroso e à espiritualidade que permeia seus escritos, as obras de Madre Francisca são frequentemente comparadas às de outros místicos notáveis, em especial Santa Teresa de Ávila. Ao longo de sua vida, ela também produziu uma série de composições breves em verso e prosa.
Posteriormente, os escritos de Juana Inés de la Cruz foram compilados e publicados por seu sobrinho, Antonio María del Castillo y Alarcón. O título "Vida en Filadelfia" foi usado nos Estados Unidos em 1817, enquanto em 1843, em Bogotá, a obra foi publicada sob o título "Los Afectos Espirituales".
Em 1742, aos 71 anos de idade, Madre Castillo faleceu.